# 十三人合議制
鎌倉幕府首任征夷大將軍源賴朝去世後，由嫡子源賴家於建久10年（1199年）正月26日繼任家督，時年18歲。源賴家繼任之初，即罷免後藤基清的讚岐守護一職(三左衛門事件)。後，更解除伊勢神宮所領六個莊園的地頭職。
建久10年（1199年）4月1日，問注所被獨立設置於鎌倉殿御所外，訴訟裁決不再由鎌倉殿獨攬大權。《吾妻鏡》建久10年（1199年）4月12日條記載，源賴家不再直接裁定訴訟事件，轉而由北條時政、比企能員等十三位有力御家人共同商議處理政務；外人亦不可參與訴訟裁決。
然，合議制成立後，亦有多次源賴家親裁的紀錄。例如，正治2年（1200年）5月，源賴家裁定陸奧國新熊野社的領地糾紛；6月，源賴家確認梶原景時遺孀的領地所有權；12月，源賴家欲沒收御家人於治承、養和年間獲封超過500町的土地，賞賜予其側近，而後在三善康信的勸戒下才延後實施。

## 成员
|                | 人名       | 役職                                  | 備考                                                                                            |
| -------------- | ---------- | ------------------------------------- | ----------------------------------------------------------------------------------------------- |
| 文官           | 大江廣元   | 公文所別當 → 政所別當                 | 公家。中原親能異母兄弟。                                                                        |
| 文官           | 三善康信   | 問注所執事                            | 下級貴族。源賴朝乳母的外甥。                                                                    |
| 文官           | 中原親能   | 公文所寄人 → 政所公事奉行人。京都守護 | 公家。源賴朝知音。源賴朝次女三幡的乳母的丈夫。                                                  |
| 文官           | 二階堂行政 | 公文所寄人 → 政所令 → 政所別當        | 公家。源賴朝生母由良御前的姑表兄弟。                                                            |
| 其他有力御家人 | 梶原景時   | 侍所所司 → 侍所別當。 播磨・美作守護  | 正治元年（1199年）失势，誅殺（梶原景時之變）。                                                  |
| 其他有力御家人 | 足立遠元   | 公文所寄人                            |                                                                                                 |
| 其他有力御家人 | 安達盛長   | 三河守護                              | 源賴朝乳母比企尼的女婿。正治2年（1200年）病死。                                                 |
| 其他有力御家人 | 八田知家   | 常陸守護                              | 源賴朝乳母寒河尼的兄弟。                                                                        |
| 其他有力御家人 | 比企能員   | 信濃・上野守護                        | 源賴朝乳母比企尼的養子。源賴家岳父及乳母的丈夫。建仁3年（1203年）被北條氏謀殺（比企能員之變）。 |
| 其他有力御家人 | 三浦義澄   | 相模守護                              | 和田義盛叔父。正治2年（1200年）病死。                                                           |
| 其他有力御家人 | 和田義盛   | 侍所別當                              | 建曆3年（1213年）誅殺（和田合戰）。                                                             |
| 北條氏         | 北條時政   | 伊豆・駿河・遠江守護                  | 源賴朝岳父。源賴家外祖父。元久2年（1205年）追放（牧氏事件）。                                   |
| 北條氏         | 北條義時   | 寢所警護衆（家子）                    | 源賴家舅父。                                                                                    |

## 注釈
1. ↑  『玉葉』治承4年12月6日條